# Cellule de Paneth

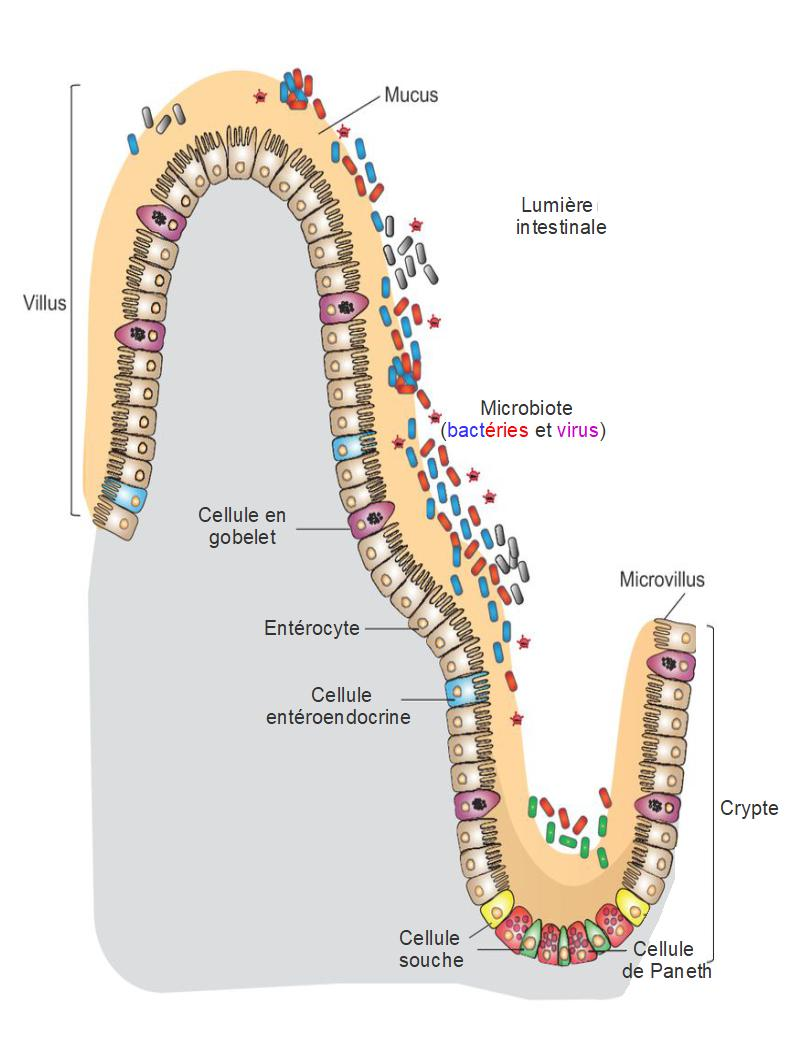
Les types de cellules épithéliales intestinales chez l'homme.

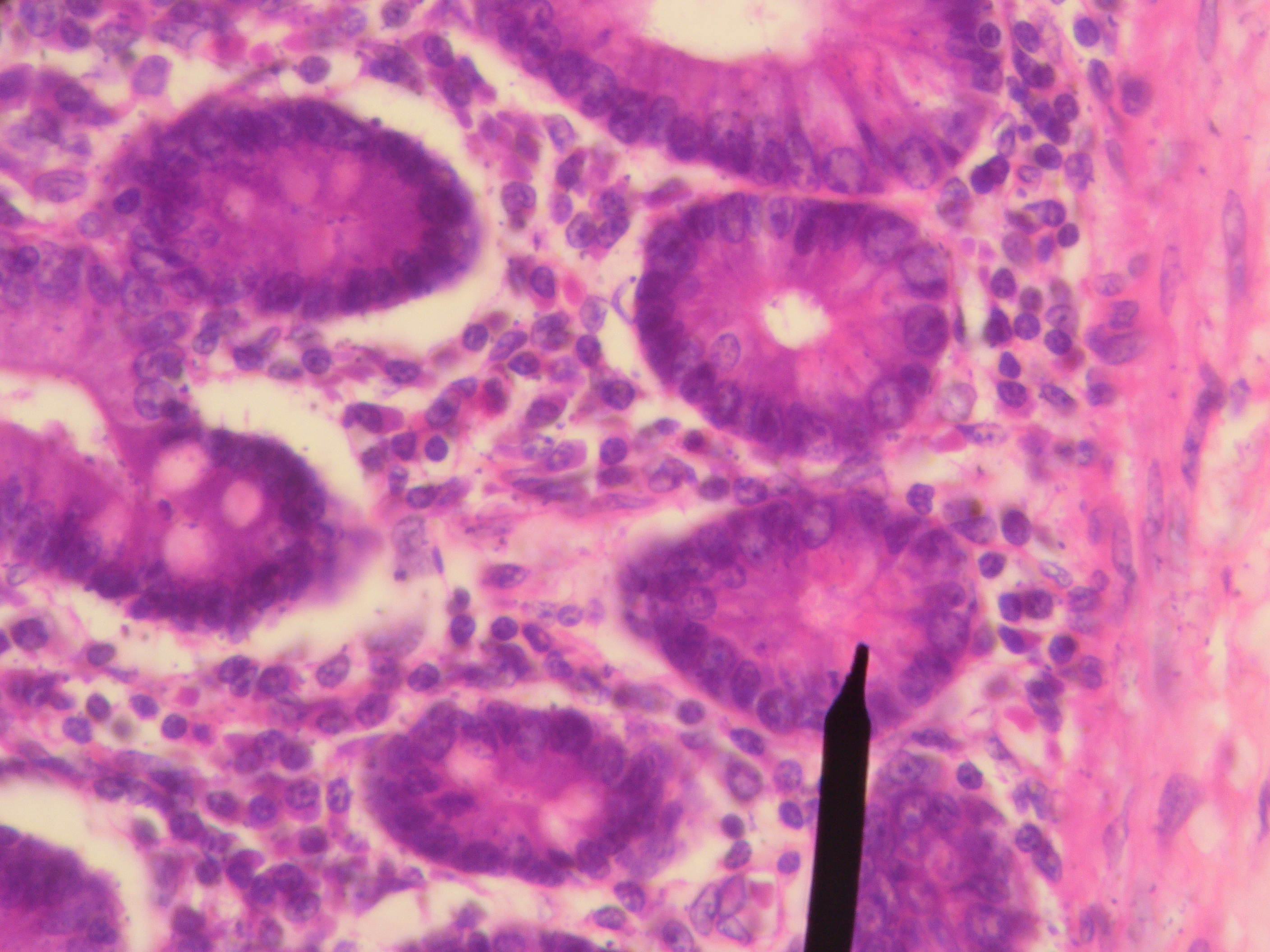
Cellules de Paneth.

Les cellules de Paneth, avec les cellules caliciformes, les entérocytes et les cellules entéroendocrines, représentent les principaux types de cellules de l'épithélium de l'intestin grêle.
Ce sont des cellules exocrines, également présentes dans l'appendice.

## Histoire médicale
Ces cellules sont décrites pour la première fois par le physiologiste autrichien Joseph Paneth (1857-1890), qui leur a donné son nom.

## Description
Les cellules de Paneth sont situées exclusivement au fond des cryptes intestinales.
Ce sont des cellules séreuses volumineuses, pyramidales et basophiles à cause de leur sécrétion acidophile.
Elles contiennent des grains de zymogène au pôle apical.

## Fonction antimicrobienne
Ces cellules jouent un rôle dans l'anté-immunité intestinale en sécrétant des peptides antimicrobiens (lysozyme, alpha-défensine comme la cryptidine) dans la lumière des cryptes intestinales ; protégeant ainsi les muqueuses intestinales contre les micro-organismes pathogènes.  
Elles contribuent à la perméabilité sélective de l'intestin et font partie du système immunitaire qui régule les relations (normalement symbiotiques) de l'intestin avec son microbiote.

## Pathologie
Un dysfonctionnement des cellules de Paneth peut induire une dysbiose,